# 1186 w polityce

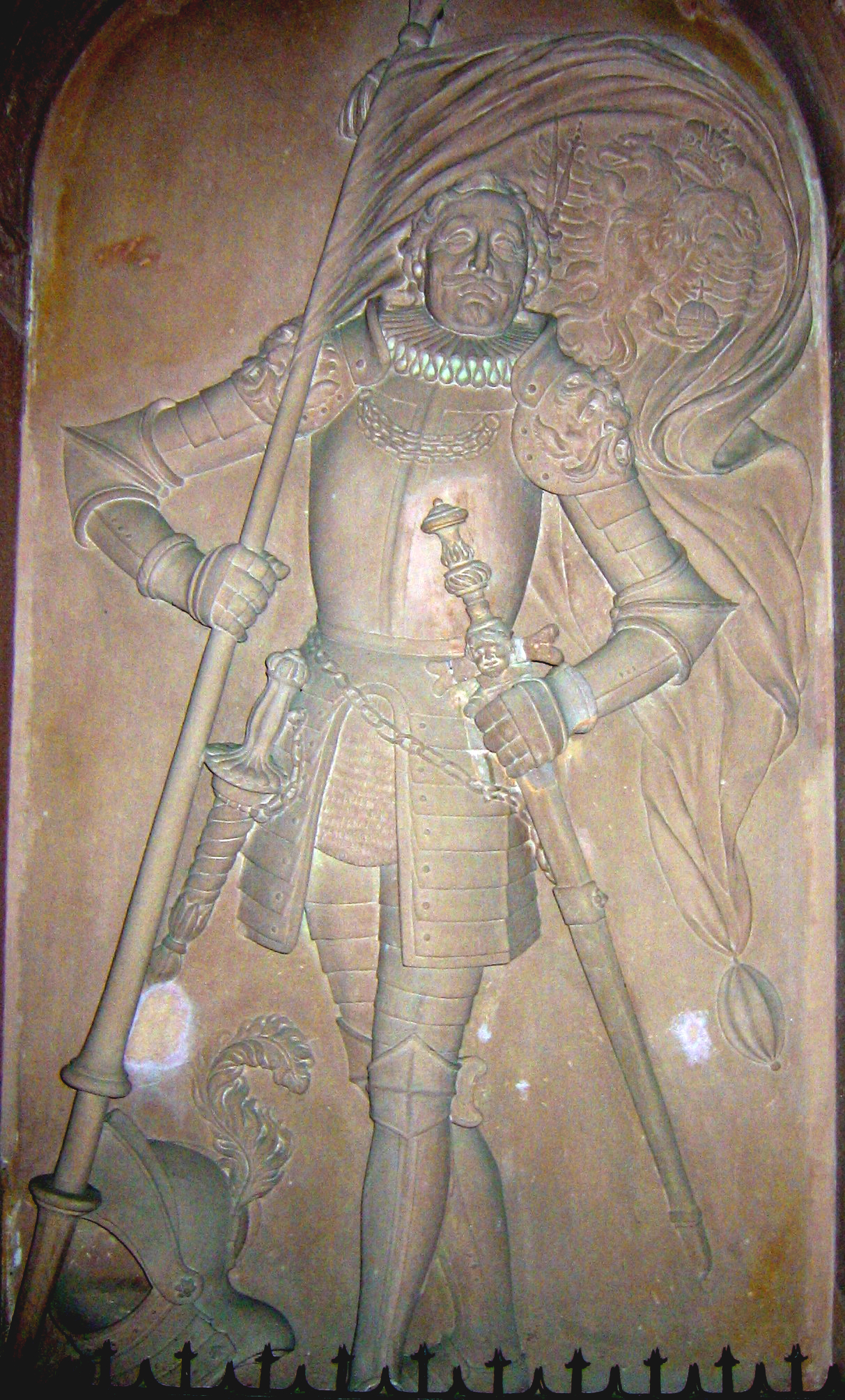
Bertold IV

Wydarzenia polityczne w 1186 roku.

## Wydarzenia
- Po śmierci ks. Leszka Mazowsze objął we władanie Kazimierz II Sprawiedliwy[1].

## Zmarli
- 8 grudnia Bertold IV, książę Zähringen[2].